# Lemster Ore

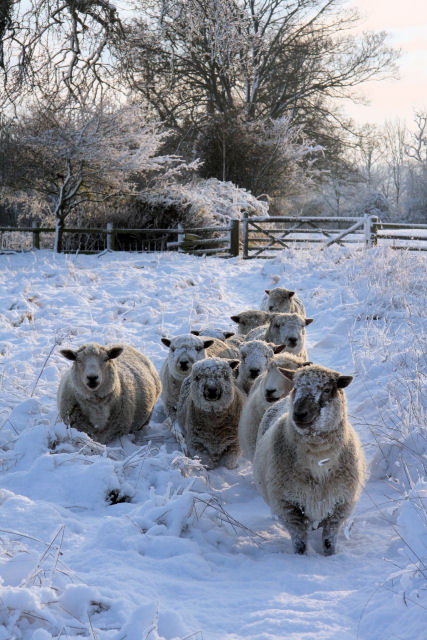
Ryeland-Schafe, deren Wolle Lemster Ore nahe kommt

Lemster Ore (dt. Lemster-Erz) war auf den britischen Inseln eine vom Mittelalter bis zur frühen Neuzeit gebräuchliche Bezeichnung für eine besonders feine, kurzstapelige Schafwolle, die von Schafen aus der Umgebung der westenglischen Stadt Leominster stammte. Stoffe aus dieser Wolle waren besonders fein und elastisch.
Der Wert, der dieser Wolle beigemessen wurde, lässt sich an Aufzeichnungen des Florentiner Kaufmanns Francesco Balducci Pegolotti ablesen, der zu Beginn des 14. Jahrhunderts auf den britischen Inseln für die Compagnia dei Bardi als Stellvertreter arbeitete und in seinem Kaufmannshandbuch Pratica della mercatura unter anderem die Preise für englische Wolle zwischen 1317 und 1321 festhielt. Die höchsten Preise wurden zu diesem Zeitpunkt für Lemster Ore gezahlt. Philip Walling hatte, basierend auf 2014er Preisen von Silber, ermittelt, dass damals für einen Sack im Gewicht von 364 Avoirdupois rund 3000 Pfund Sterling gezahlt wurden. Im Vergleich dazu erzielt heute eine vergleichbare Menge an kurzstapeliger Wolle 200 Pfund Sterling.
Lemster Ore wurde noch im 16. Jahrhundert hohe Wertschätzung entgegengebracht. Die englische Königin Elisabeth I. bestand darauf, dass ihre Strümpfe einzig aus Lemster Ore hergestellt würden. Der 1631 verstorbene englische Dichter Michael Drayton hielt fest:
Where lives a man so dull, on Britain’s farthest shore
To whom did never sound the name of Lemster Ore
That with the silkworm’s web for smallness doth compare
Frei übersetzt lauten die Zeilen:
Selbst an Britanniens fernsten Küsten lebt kaum ein Mann,
der noch nie den Klang des Namens von Lemster Ore vernommen,
dessen Feinheit sich mit des Seidenwurms Gespinst vergleichen lässt
Nach Ansicht von Walling stammte die Wolle zwar von Heideschafen, aber nicht von einer spezifischen Schafrasse, sondern war vorwiegend eine Folge der Weide und der Art und Weise, wie die Herden gehalten wurden. Die ursprünglichen Formen von Heideschafen, die diese Wolle trugen, waren über lange Zeit in England und Wales weit verbreitet, wurden jedoch zugunsten ertragreicherer Schafrassen immer weiter in den Westen der britischen Inseln verdrängt. Es waren ausgesprochen kleine, feingliedrige und sehr genügsame Tiere, die auch mit sehr dürftigen Weiden zurechtkamen. Die spärliche Weide wiederum führte dazu, dass diese Wolle so fein war. Wurden die Schafe auf üppigeren Weiden gehalten, wurde die Wolle gröber. In dem Versuch, diese Heideschafe durch Einkreuzen moderner Rassen zu verbessern, gingen diese ursprünglichen Heideschafrassen mit dieser spezifischen Wollqualität verloren. Ryeland-Schafe gelten als die Schafrasse, die diesem alten Typus noch sehr nahe kommen. Ryeland-Schafe sind mittelgroße, hornlose Schafe, die eine kurzstapelige Wolle tragen, allerdings hält Walling fest, dass die Qualität nicht an die ursprünglichen Rassen heranreiche. Die Feinheit der Gewebe ist vermutlich am ehesten mit dem aus Merinowolle vergleichbar. Das Merinoschaf ist jedoch eine modernere Züchtung, das bis zur frühen Neuzeit nicht auf den britischen Inseln gehalten wurde.

## Einzelbelege
1. ↑  John Price: An Historical and Topographical Account of Leominster And its Vicinity. Facsim. ed., Leominster History Study Group, 2012, ISBN 978-0-9536314-4-5, S. 198
2. ↑  Walling: Counting Sheep, S. 29
3. ↑  Walling: Counting Sheep, S. 28
4. ↑  Walling: Counting Sheep, S. 29